# Danièle Thompson
Danièle Claude Renée Tannenbaum, coneguda amb el nom de Danièle Thompson (Mònaco, 3 de gener de 1942) és una guionista i directora de cinema francesa.
És filla del director Gérard Oury i de l'actriu Jacqueline Roman, i la nora de Michèle Morgan. És la mare de Christopher Thompson i Caroline Thompson.

## Joventut i formació
Danièle Thompson va néixer a Mònaco, on el seu pare, Gérard Oury, es va refugiar l'any 1940 amb la seva parella, l'actriu Jacqueline Roman, per escapar de les mesures antijueves posades en marxa a l'França ocupada. És en aquesta perspectiva que Max-Gérard Houry Tannenbaum, conegut com a Gérard Oury, decideix no reconèixer la seva única filla en néixer, de manera que porta el nom de la seva mare, evitant així les estatut de jueva.

Danièle Thompson comença els estudis de dret que abandona després d'un any, superada per l'avorriment. El 1960 es va traslladar amb la seva mare a Nova York, on va fer cursos d'història de l'art i on dos anys més tard es va casar amb Richard Thompson, un financer estatunidenc. La parella es va establir a Nova York i va tenir dos fills nascuts a Nova York: Caroline, nascuda el 1964, i Christopher, nascuda el 1966. Una veïna, Ethel Scull, adinerada gràcies a una companyia de taxis heretada del seu pare, li obsequia la seva col·lecció d'art, escultures de caixes de detergent o llaunes d'Andy Warhol, conjunts d'objectes de Robert Rauschenberg, una pintura de Jackson Pollock (aquest veí va inspirar notablement una obra d'Andy Wharhol, Ethel Scull 36 Times), i la va introduir a l'art pop. Posteriorment va conèixer Tom Wesselmann en una galeria d'art i va posar per a ell durant dos anys. Es fan amics. D'ell, ella diu: 
| « | Tenia aquest aspecte directe, sense artificis, aquesta sinceritat idealista que es pot trobar als Estats Units. Era un llenyataire que havia decidit fer art | » |

 i de nou 
| « | Era un home enamorat de la seva dona. I era tímid, molt tímid. | » |

## Guionista d'èxit (dècada de 1970-1990)
Danièle Thompson alterna la seva presència a França i als Estats Units. Va començar com a guionista l'any 1966 per a la pel·lícula La Grande Vadrouille, una llarga col·laboració com a guionista amb el seu pare. Estava amb aquest últim a Nova York quan es va assabentar, el 1970, de la desaparició de Bourvil que havia d'interpretar Blaze a La Folie des grandeurs, un paper en última instància. interpretat per Yves Montand, que la va portar a reelaborar el guió. Va coescriure tots els guions del seu pare fins a Vanille Fraise el 1989.
Va escriure els guions d'alguns dels grans èxits del cinema francès: La Grande Vadrouille (en què interpreta un paper extra), Les Aventures de Rabbi Jacob (1973) estrenada per casualitat enmig de la Guerra del Yom Kippur. Un context dramàtic, una pel·lícula amb conseqüències dramàtiques també per a una dona jove, Danielle Cravenne, dona del responsable de premsa de la pel·lícula, Georges Cravenne, una pel·lícula còmica però complexa en el seu guió, que suposa un punt d'inflexió en la trajectòria de Louis de Funès, encara que sovint atribueix el mèrit al seu pare.
Va tornar a França definitivament després d'un amor a primera vista per Albert Koski, un dels pioners en aquest país a produir macroconcerts de rock. El 1977 va ser nominada a l'Oscar al millor guió original amb la pel·lícula Cousin, Cousine. També va escriure el guió de La Boum, el gran èxit de 1980. Va formar part del jurat del Festival de Canes el 1986.
El 1995 va ser nominada al Césars, amb Patrice Chéreau, al millor guió original per La reina Margot.
El 1998 va escriure amb Stomy Bugsy la lletra de la cançó Joyeux anniversaire Maman per la pel·Lícula Belle-maman dirigida per Gabriel Aghion. A la pel·lícula, la cançó és interpretada per Catherine Deneuve durant l'escena de l'aniversari així com durant els crèdits finals.

## Director (des dels anys 2000)
El 1999 va dirigir la seva primera pel·lícula: La Bûche, una comèdia dramàtica familiar que li va permetre dirigir Sabine Azéma, Emmanuelle Béart , Charlotte Gainsbourg i Claude Rich, amb música de Michel Legrand. Va continuar amb la comèdia romàntica Jet lag, amb Jean Reno i Juliette Binoche són els caps de cartell. Va tornar a les comèdies corals escrivint i dirigint Fauteuils d'orchestre (2006) i Sopar d'amics (2009), dos projectes que confirmen el seu interès pel microcosmos parisenc.
El 12 d'abril de 2009 va ser promoguda al títol d'oficial de la Legió d'Honor per Nicolas Sarkozy.
El juny de 2010 va figurar, amb Isabelle Adjani, Paul Auster, Isabelle Huppert, Milan Kundera, Salman Rushdie, Mathilde Seigner, Jean-Pierre Thiollet i Henri Tisot, entre els signants de la petició de suport a Roman Polanski, van llançar l'endemà de la detenció del cineasta a Suïssa.

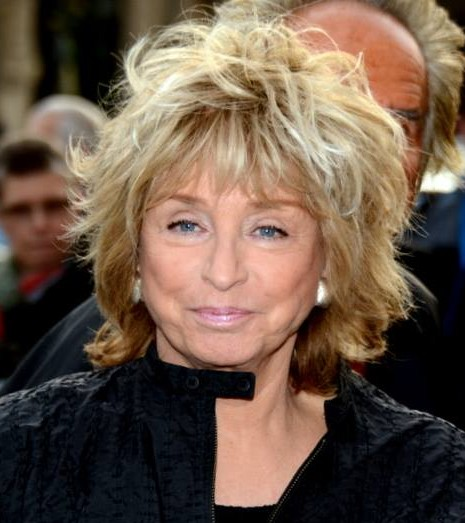
Danièle Thompson el 2014, a la pre-estrena de Salaud, on t'aime.

El 2012, es va casar amb Albert Koski, productor de les seves pel·lícules, retrobat el 1975 entre bastidors del théâtre des Champs-Élysées, durant un concert de Jorge Ben Jor i Gilberto Gil.
L'any 2013 va concloure la seva trilogia parisenca, amb una nova comèdia coral, Des gens qui s'embrassent.
El març de 2015 és la presidenta del jurat de llargmetratges del Festival Internacional de Cinema Policial de Beaune. El juliol de 2016 va ser la convidada d'honor a Nîmes de la 12a edició del festival Un Réalisateur dans la ville.
Quan el 2016 va canviar d'univers signant el seu setè llargmetratge com a directora, el biopic Cézanne i jo protagonitzat per Guillaume Canet i Guillaume Gallienne, va resultar un fracàs de la crítica i comercial.
El juny de 2019 va formar part del jurat presidit per Sandrine Bonnaire durant el 33è Fesetival de Cinema de Cabourg. Uns mesos més tard, al setembre, va trobar Sandrine Bonnaire com a presidenta d'un jurat, el del 30è Festival de Cinema Britànic de Dinard de 2019. Un mes després va participar en el primer jurat del Festival Ciné Roman de Niza.
Va ser la presidenta de la 47a cerimònia dels Premis César que va tenir lloc el 25 de febrer de 2022. Està produint una sèrie dedicada als inicis de la carrera de Brigitte Bardot.
Està produint una sèrie dedicada als inicis de la carrera de Reims polar.

## Filmografia

### Guionista

#### Cinema
- 1966 : La Grande Vadrouille de Gérard Oury
- 1969 : Le Cerveau de Gérard Oury
- 1971 : La Folie des grandeurs de Gérard Oury
- 1973 : Les Aventures de Rabbi Jacob de Gérard Oury
- 1975 : Le Crocodile (project ede film) de Gérard Oury
- 1975 : Cousin, Cousine de Jean-Charles Tacchella
- 1978 : Va voir maman, papa travaille de François Leterrier
- 1978 : La Carapate de Gérard Oury
- 1980 : Le Coup du parapluie de Gérard Oury
- 1980 : La Boum de Claude Pinoteau
- 1982 : L'As des as de Gérard Oury
- 1982 : La Boum 2 de Claude Pinoteau
- 1984 : La Vengeance du serpent à plumes de Gérard Oury
- 1987 : Lévy et Goliath de Gérard Oury
- 1987 : Maladie d'amour de Jacques Deray
- 1988 : L'Étudiante de Claude Pinoteau
- 1989 : Vanille fraise de Gérard Oury
- 1991 : La Neige et le Feu de Claude Pinoteau
- 1993 : Les Marmottes d'Élie Chouraqui
- 1994 : La reina Margot de Patrice Chéreau
- 1998 : Paparazzi d'Alain Berbérian
- 1998 : Ceux qui m'aiment prendront le train de Patrice Chéreau
- 1999 : Belle Maman de Gabriel Aghion
- 1999 : La Bûche d'ella mateixa
- 2001 : Belphégor, le fantôme du Louvre de Jean-Paul Salomé
- 2002 : Jet lag d'ella mateixa
- 2004 : Le Cou de la girafe de Safy Nebbou
- 2006 : Fauteuils d'orchestre d'ella mateixa
- 2008 : Sopar d'amics d'ella mateixa
- 2013 : Des gens qui s'embrassent d'ella mateixa
- 2013 : 10 jours à Cannes de Christopher Thompson
- 2016 : Cézanne i jo d'ella mateixa

#### Televisió
- 1978 : Claudine à Paris d'Édouard Molinaro (sèrie de televisió)
- 1980 : Petit déjeuner compris de Michel Berny (minisèrie de televisió)
- 1986 : Le Tiroir secret de Michel Boisrond i Roger Gillioz (minisèrie de televisió)
- 1992 : La Femme de l'amant de Christopher Frank (telefilm)
- 1997 : Des gens si bien élevés d'Alain Nahum (telefilm)
- 1997 : Le Rouge et le noir de Jean-Daniel Verhaeghe (telefilm)
- 2000 : La Bicyclette bleue de Thierry Binisti (mini-sèrie de televisió)
- 2009-2018 : Une famille formidable (sèrie de televisió)
- 2023 : Bardot de Danièle i Christopher Thompson (mini-sèrie de televisió)

### Directora

#### Cinema
- 1999 : La Bûche
- 2002 : Jet lag
- 2006 : Fauteuils d'orchestre
- 2009 : Sopar d'amics
- 2013 : Des gens qui s'embrassent
- 2016 : Cézanne i jo

#### Televisió
- 2023 : Bardot

## Teatre
- 1989 : Pièce détachée d'Alan Ayckbourn, dirigida per Bernard Murat, Théâtre de la Michodière
- 2006 : Les Grandes Occasions de Bernard Slade, adaptació de Danièle Thompson, dirigida per Bernard Murat, Théâtre Édouard VII
- 2011 : L'Amour, la mort, les fringues de Nora i Delia Ephron, dirigida per Danièle Thompson, Théâtre Marigny

## Distincions

### Condecoracions
- Oficial de la Legió d’Honor (12 abril 2009).[18] Cavaller el 2001[19]
- Comandant de l'Orde Nacional del Mèrit (2018)

### Premis
- Prix Lumières 2000 : Lumière al millor guió per La Bûche, amb Christopher Thompson
- Prix René-Clair 2011

### Nominacions
- Premis Oscar de 1976 : Oscar al millor guió original per Cousin, Cousine, amb Jean Charles Tacchella
- Césars 1995 : César al millor guió per La reina Margot, amb Patrice Chéreau
- Césars 1999 : César al millor guió per Ceux qui m'aiment prendront le train, amb Patrice Chéreau i Pierre Trividic
- Césars 2000 : César a la millor primera pel·lícula per La Bûche ; i César al millor guió per La Bûche, amb Christopher Thompson
- Césars 2007 : César al millor guió per Fauteuils d'orchestre, amb Christopher Thompson
- Globe de cristal 2007 : Globe de cristal a la millor pel·lícula per Fauteuils d'orchestre